# Cheramoeca leucosterna
A Cheramoeca leucosterna a verébalakúak (Passeriformes) rendjébe, ezen belül a fecskefélék (Hirundinidae) családjába és a Cheramoeca nembe tartozó egyedüli faj. 15 centiméter hosszú. Ausztrália vízhez közeli füves-bokros területein él. Júliustól decemberig költ.

## Fordítás
- Ez a szócikk részben vagy egészben  a   White-backed swallow című angol Wikipédia-szócikk fordításán alapul.  Az eredeti cikk szerkesztőit annak laptörténete sorolja fel. Ez a jelzés csupán a megfogalmazás eredetét és a szerzői jogokat jelzi, nem szolgál a cikkben szereplő információk forrásmegjelöléseként.